# Stadtteilfriedhof Fössefeld

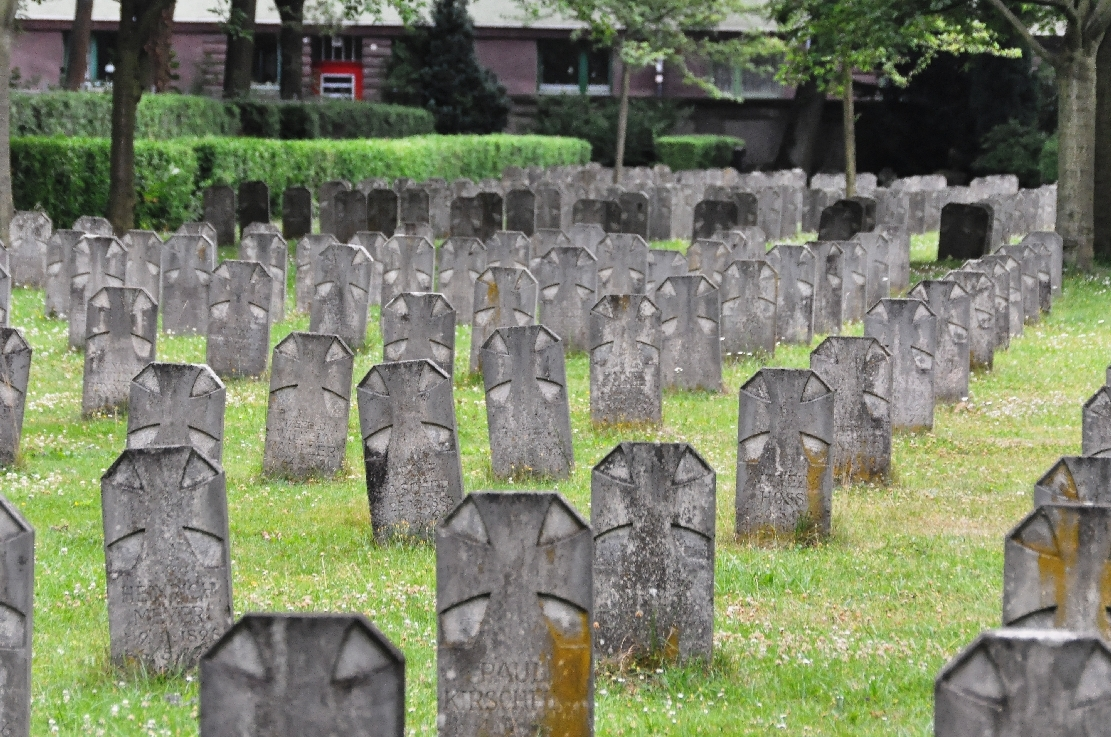
Aufgereihte gleichartige Grabsteine mit der Kriegs-Symbolik des Eisernen Kreuzes für gefallene Soldaten

Der Stadtteilfriedhof Fössefeld in Hannover, auch Stadtfriedhof Fössefeld oder Garnisonsfriedhof genannt, ist ein im 19. Jahrhundert angelegter ehemaliger Militärfriedhof, der auch von der einheimischen Bevölkerung vom (heute) hannoverschen Stadtteil Limmer zur Bestattung ihrer Angehörigen mitbenutzt wurde Standort der denkmalgeschützten Friedhofsanlage mit ihrer rund 1,3 Hektar großen Fläche und zahlreichen Kriegergräbern und Ehrenmalen ist die Friedhofstraße Ecke Limmerstraße zwischen der Abzweigung der Wunstorfer Straße und dem Bach Fösse.

## Geschichte

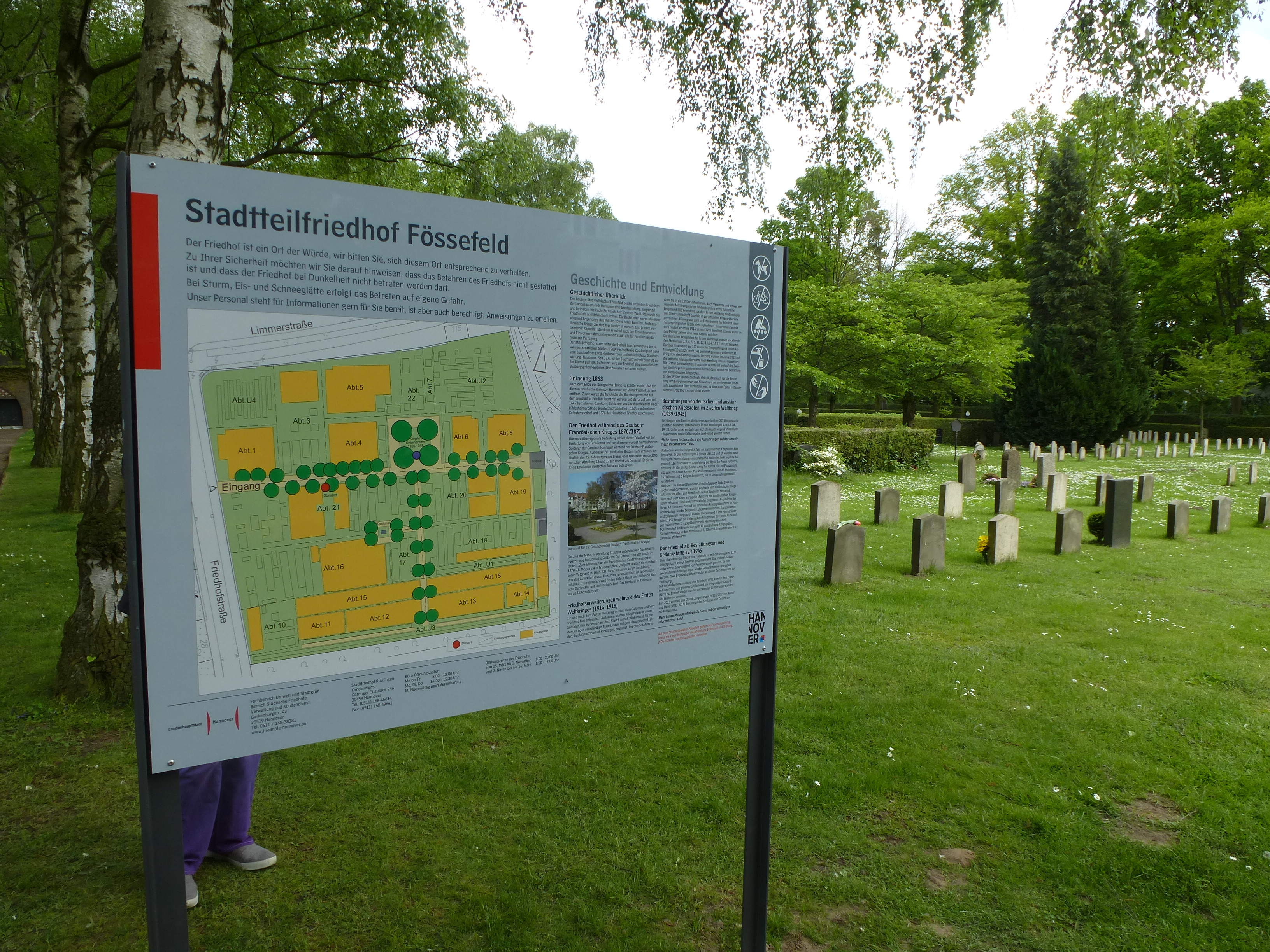
Infotafel „Stadtteilfriedhof Fössefeld“

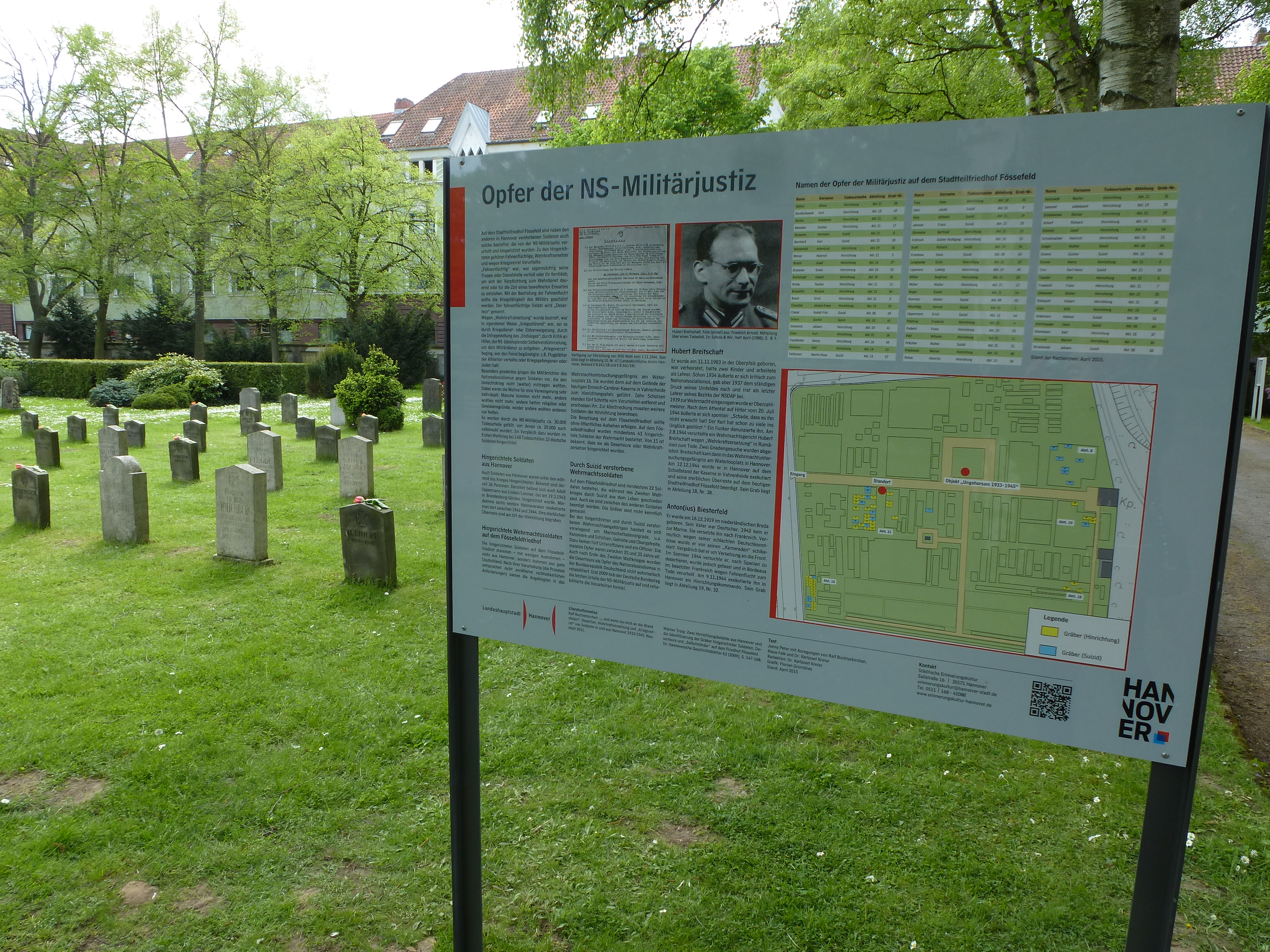
Informationstafel „Opfer der NS-Wehrmachtsjustiz“

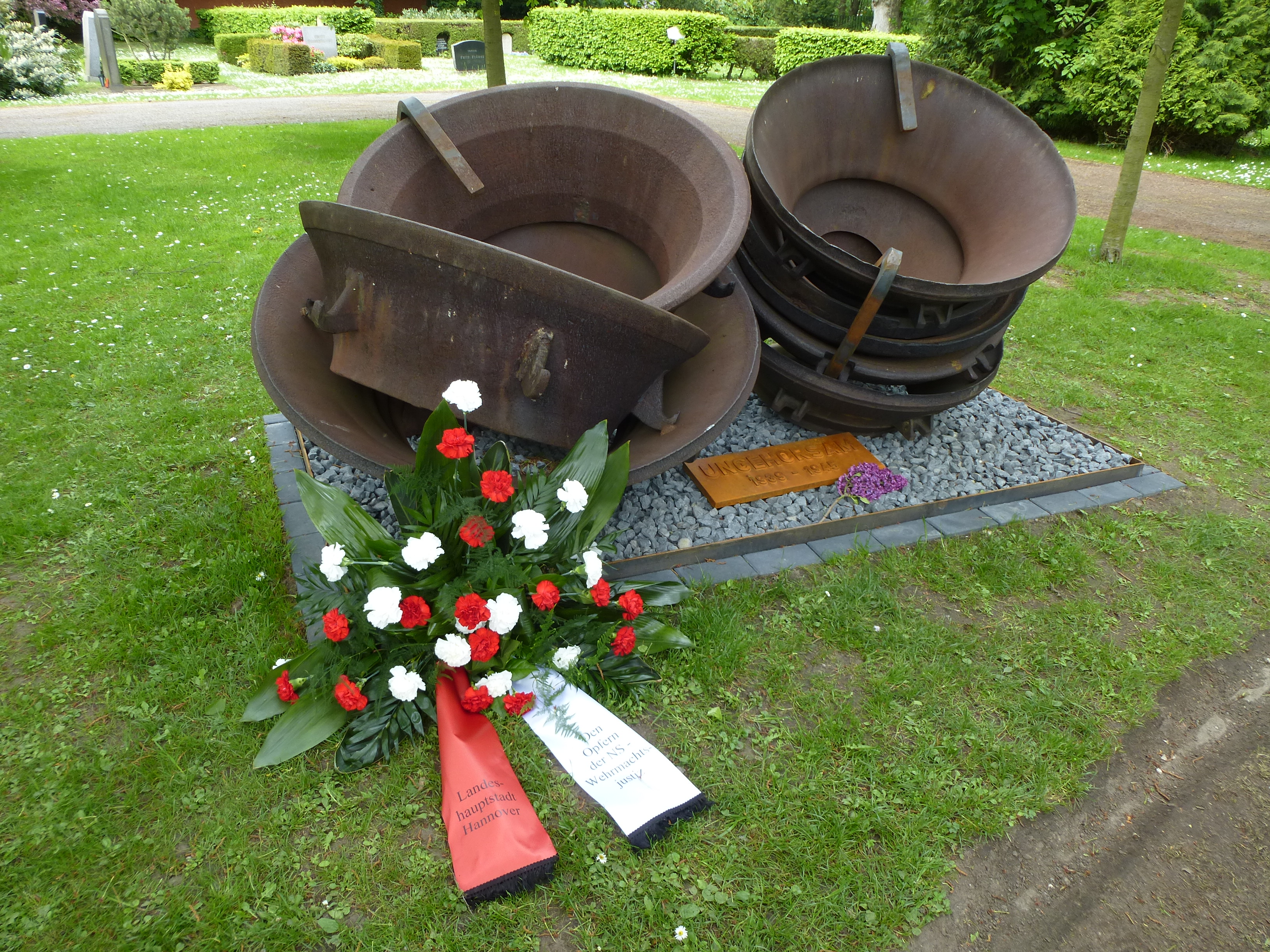
Am 9. Mai 2015 eingeweihtes Denkmal „Ungehorsam“ von Almut und Hans-Jürgen Breuste

Als das Königreich Hannover 1866 nach der Schlacht bei Langensalza durch Preußen annektiert worden war, wurde noch im selben Jahr die preußische Militär-Reit-Schule von Schwedt/Oder in die vormalige Residenzstadt Hannover verlegt unter dem neuen Namen Militär-Reit-Institut. Bereits zwei Jahre später wurde 1868 der heutige Stadtteilfriedhof im Fössefeld als Begräbnisstätte der für die Angehörigen der in Hannover stationierten nun preußischen Garnisonen angelegt.
Nach dem Ersten Weltkrieg wurde der Friedhof zur Zeit der Weimarer Republik um 1920 um die nördliche Fläche erweitert und mit einer neuen Kapelle ausgestattet.
Im Zweiten Weltkrieg wurden hier auch Soldaten beigesetzt, die wegen Ungehorsams (Deserteure, Wehrkraftzersetzer und Selbstverstümmler) verurteilt und in Hannover hingerichtet worden waren. Mittlerweile ist dies für 46 Soldaten belegt. Gefördert vom Fachbereich Kultur der Stadt Hannover sind Lehrmaterialien für den Schulunterricht entstanden, die diesem Teil der Geschichte und der Bedeutung des Fössefeldfriedhofs Rechnung tragen.
1971 wurde der Friedhof außer Dienst gestellt. Seitdem finden nur noch Beisetzungen in bereits vorher erworbenen Gräbern statt. Da die Kriegsgräber ein ewiges Ruherecht besitzen, wird der Friedhof dauerhaft als Gedenkstätte erhalten bleiben.